# Abyssic Hate
Abyssic Hate is een Australische blackmetalband. Abyssic Hate is een eenmansproject van Shane Rout en is begonnen in 1993. Zijn motto is dat '99.9% van de mensen getermineerd dient te worden'.
Bijna al het uitgebrachte materiaal van Abyssic Hate is maar in beperkte mate verkrijgbaar.

## Discografie

### Studioalbums
- Suicidal Emotions (2000)

### Andere publicaties
- Cleansing of an Ancient Race (demo, 1994)
- Depression (demo, 1995)
- Life is a Pain in the Neck (demo, 1996)
- United by Heathen Blood (split Det Hedenske Folkin kanssa, 1997)
- Eternal Damnation (EP, 1998)
- Betrayed (demo, 1999)
- A Decade of Hate (kokoelma, 2006)